# Odocoileus margaritae
El venado enano de Margarita (Odocoileus margaritae) es un cérvido que habita en el norte de Sudamérica. 

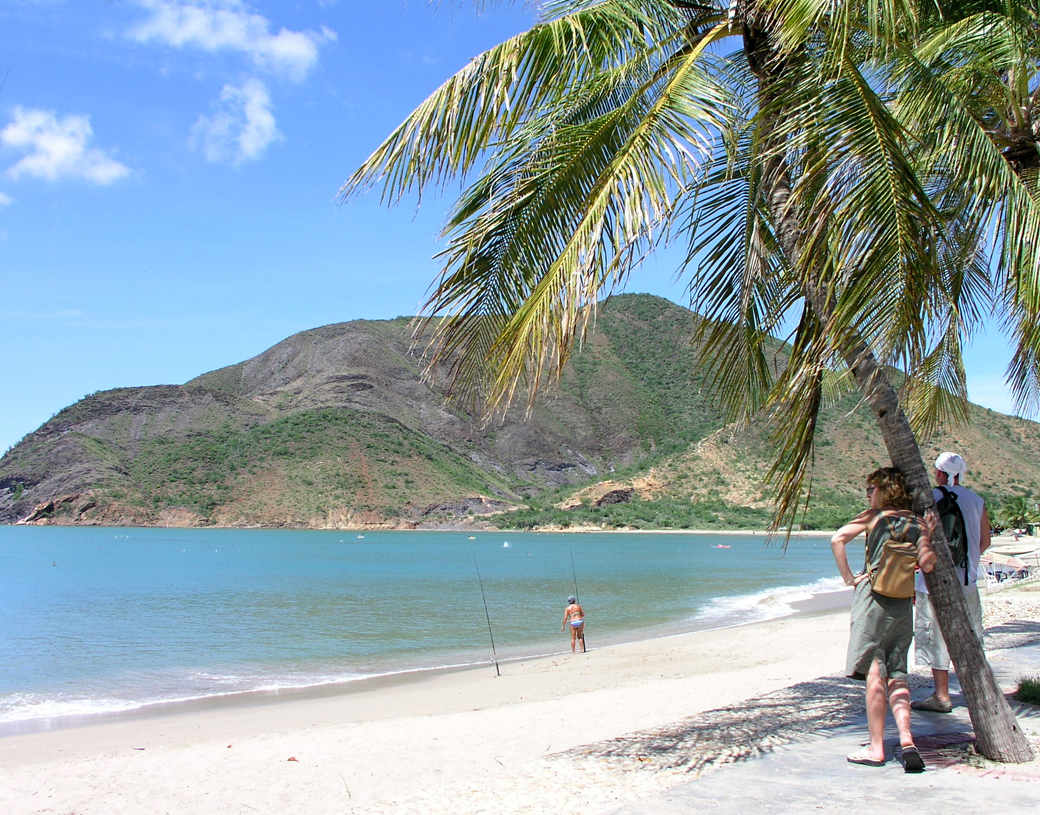
El hábitat de este taxón: cerros que rodean a la playa la Galera, isla de Margarita.

## Distribución
Esta especie se distribuye en el norte de América del Sur, siendo endémico de la isla de Margarita —estado de Nueva Esparta—, territorio insular sobre el mar Caribe y que se encuentra frente a las costas de Venezuela, próxima a la península de Araya, estado de Sucre.

## Taxonomía
Este taxón fue descrito originalmente en el año 1910 por el zoólogo estadounidense Wilfred Hudson Osgood.
Durante décadas fue considerado sólo una subespecie del venado de cola blanca común (Odocoileus virginianus), es decir: Odocoileus virginianus margaritae, hasta que estudios efectuados en 1999 permitieron elevarla a la categoría de especie plena.
O. margaritae se ha mantenido aislado de O. cariacou por unos 400 000 años, logrando conservar intacta su identidad
taxonómica pese a un breve contacto ecológico y reproductivo entre ambas taxas —el que ha dejado huellas de introgresión mutua— acaecido hace 17 000 a 13 000 años, según se desprende de formulaciones de escenarios paleobiogeográficos concordantes con datos
genéticos y morfológicos.
Localidad tipo
La localidad tipo es: “alrededores de Puerto Viejo, isla Margarita”.

## Características y costumbres
Esta especie es fácil de diferenciar de las especies continentales del mismo género por presentar una distinta apariencia externa, un tamaño corporal diminuto (la altura en los hombros es de unos 60 cm), por presentar divergencias en caracteres craneanos, en proporciones dentarias y en su forma cefálica. Los rasgos característicos son siempre constantes, tanto en los de Paraguachoa como en los de Macanao.
Es un animal de hábitos huidizos, terrestres y crepusculares. Recorre, solo en pareja o pequeños grupos, en búsqueda de vegetación tierna, intentando pasar desapercibido de sus predadores. Es un rumiante con una dieta herbívora y frugívora; consume brotes, hojas, frutos y semillas. 
Frente a una amenaza, emprende la huida; en la carrera mantiene la cola levantada (la cual es blanca por debajo) para que el destello blanco actúe como una señal visual de peligro para otros miembros de su grupo, si bien en este taxón es más corta, y elevada expone menos blanco, comparándola con la de los venados de cola blanca norteamericanos.
Se comunica sexualmente y marca su territorio mediante la orina y con el frotado de objetos con alguna de sus varias glándulas odoríferas: preorbitales (junto a sus ojos), tarsales e interdigitales (en sus patas) y las situadas en las bases de su cornamenta. La glándula metatarsal —presente en los venados de cola blanca norteamericanos— en este taxón posee un escaso o nulo desarrollo. 
Ambos sexos poseen el mismo pelaje todo el año, es decir, no presentan cambio estacional. El macho es el único que presenta cornamenta, la cual es ramificada, siendo renovada todos los años. Al entrar las hembras al estro, los machos se enfrentan en combates entre sí para tener el derecho a montarlas. El ganador podrá copular con cuantas hembras le sea posible. Luego de una gestación que dura unos 7 meses, la hembra pare una sola cría, la que muestra una librea compuesta por un salpicado blanco en el pelaje dorsal, el que va desapareciendo con el correr de los meses.

## Conservación
Esta es una especie amenazada por la transformación de su hábitat, la caza furtiva como trofeo deportivo o para consumo proteico, la competencia por los recursos con especies introducidas o ganado doméstico, la depredación por parte de perros domésticos o asilvestrados, y el desconocimiento de su especificidad taxonómica son los causales postulados para explicar el complicado estado de conservación de este cérvido.